# Amirauté de Zélande
Pour les articles homonymes, voir Amirauté.
L'amirauté de Zélande (en néerlandais Admiraliteit van Zeeland) est l'une des cinq amirautés de la Marine royale néerlandaise des Provinces-Unies, basée en Zélande. Un de ses fameux amiraux est Joost Banckert Joost Banckert (en). Comme les autres amirautés, elle est démantelée en 1795, lors de la fondation de la République batave.

## Sources et bibliographie
- (en) Cet article est partiellement ou en totalité issu de l’article de Wikipédia en anglais intitulé « Admiralty of Zeeland » (voir la liste des auteurs).